# Doña Mariquita de mi corazón
Doña Mariquita de mi corazón es una comedia musical para el teatro, denominada como opereta cómica, en dos actos. Con libreto de José Muñoz Roman, y música del maestro Francisco Alonso, se estrenó con gran éxito en el Teatro Martín de Madrid, el 15 de enero de 1942.

## Desarrollo
Esta obra fue un claro exponente de los entonces nuevos gustos de la revista, que cambiaron radicalmente su aspecto por uno más cercano a las comedias musicales de corte americano o a la revista de gran espectáculo. Ello se hizo sin perder la esencia del sainete o de la comedia de costumbres netamente española. Era un modelo de comedia de enredos, perfectamente llevada, con desenlaces bien planteados y resueltos, y una trama ingeniosa y chispeante, de la mano del comediógrafo José Muñoz Roman, que aplicó todos los conocimientos adquiridos durante su etapa de colaboración con otro gran autor revisteril, Emilio González del Castillo.
De la música cabe destacar números como El tiroliro, el pasodoble Jueves Santo madrileño o la parodia de los dúos de zarzuela Ay madre que noche aquella.

## Argumento
La acción transcurre en San Sebastián y en una finca particular, en la época del estreno (1942).

### Acto primero
Paz es una muchacha, amante de un Marqués, el cual le paga todos sus caprichos, cuando en realidad su verdadero amor es Adolfo Cifuentes, un apuesto galán de cine. Durante sus vacaciones en un pequeño hotel de San Sebastián, aparece Ubaldo, un estafador, el cual pretende a extorsionar al Marqués con el truco de descubrir la verdad ante su esposa, pero los planes se ven truncados, puesto que el Marqués explica que han de marcharse todos ya que viene el hijo de una vieja amiga suya, Doña Mariquita, a presentarlo ante su hija Marisa, para prometerlo, a pesar de que ella ama en secreto a Adolfo. 
Mari Tere, amiga de Paz confirma que es otro de los trucos del Marqués para romper con sus queridas, pero todo se complica con la llegada de la Marquesa, enfurecida y dispuesta a descubrirlo todo. Entonces Paz se disfraza de muchacho y Ubaldo de anciana, y ambos se hacen pasar por Doña Mariquita y su hijo. La Marquesa encantada, los lleva a su casa para pasar el fin de semana, ante el asombro del Marqués.

### Acto segundo
En la finca de la Marquesa, se celebra una fiesta por todo lo alto, donde Ubaldo disfruta alegremente. El hermano de la Marquesa, don Leo, un hombre al que nada le gustan las bromas pesadas, anda haciéndole la corte insistentemente. Mientras que el Marqués habla con Paz para que deshaga toda esa farsa. 
La historia se va complicando cada vez más con la llegada de un picador de toros, antiguo novio de Doña Mariquita, el cual viene reclamando el amor de ella y a batirse en duelo con don Leo; a la vez que Mari Tere, es presentada como la hija de Doña Mariquita y provoca delirios en Pepe Luis, el cual sigue enamorado de ella y cree que se le parece.
A la casa llega la verdadera Doña Mariquita, disfrazada de doncella e intentando ver si la impostora que ha mandado, una actriz de comedia, ha hecho su papel. Sin saber que esa actriz no ha llegado a su destino. Al final, la trama se va deshaciendo y se van descubriendo todos los papeles, concluyendo la obra con el futuro noviazgo de Marisa con Adolfo y la felicidad de todos.

## Números musicales
En el primer acto: Preludio, Canción de Adolfo - foxtrot: "Divina mujer", Vals de las Lloronas: "Lagrimitas de mujer", Baile del Tiroliro: "De noches las mocitas de Braganza", Cuples del Reloj: "Un reloj chiquitin", Escena y Corrido Mexicano: "Al son alegre de un corrido mexicano", Fin del Acto primero: "Anda mi novio revuelto"
En el segundo acto: Preludio, Dúo de Ubaldo y Don Leo - Parodia de Zarzuela: "Ay madre que noche aquella", Canción de Adolfo - Slow Fox: "Tus ojos brujos", Pasodoble: "Jueves Santo madrileño", Apoteosis y fin de la obra: "Ven aquí mi sultana".

## Personajes principales
- Paz, amante del Marqués y aspirante a actriz
- Mari Tere, cupletista y amiga de Paz.
- Marquesa, mujer del Marqués y muy celosa
- Doña Mariquita, señora rica y venida de México para casar a su hijo
- Marisa, hija del Marqués y futura esposa de Adolfo
- Marqués, amante de Paz y hombre problemático
- Ubaldo, timador y sinvergüenza dispuesto a sacar partido de cualquier cosa
- Pepe Luis, señorito enamorado locamente de Mari Tere
- Adolfo Cifuentes, galán de cine y enamorado de Marisa
- Don Leo, militar retirado de carácter belicoso y poco tolerante de las bromas

## Representaciones destacadas
- Teatro Martín, Madrid, 15 de enero de 1942 (Estreno).[3]
  - Intérpretes: Conchita Páez, José Álvarez Lepe, José Bárcenas, Aurelia Ballesta, Sara Fenor, Isabel Lorente.

- Teatro Ruzafa, Valencia, 1942.
  - Intérpretes: Raquel Rodrigo, Manolo Gómez Bur, Eladio Cuevas, Rosita Cadenas.

- Teatro Martín, 1949.[4]
  - Intérpretes: Trudi Bora, Luis Barbero, Aparisi, José Álvarez Lepe.

- Teatro Martín, 1960.[5]
  - Intérpretes: Ethel Rojo, Juanito Navarro, Addy Ventura, Rubens García, Eugenio Box, Manuel Navarro, Patrocinio Rico.

- Teatro Calderón , Madrid, 1985.
  - Dirección: Fernando García de la Vega.
  - Coreografía: Alberto Portillo.
  - Intérpretes: María José Cantudo, Pastor Serrador, Pedro Valentín, Manolo Otero, Emma Ozores, María Mendiola, Pepe Ruiz, María Isbert, Paco Racionero, Elisenda Ribas, Ventura Oller.